# Rutiodon
Rutiodon és un gènere extint de sauròpsidos (rèptils) arcosaurios del ordre fitosaurios, que va viure en el període Triàsic. Va aconseguir una longitud de gairebé entre 3 i 8 metres (10 a 26 peus) de llarg.

## Descripció
Com altres fitosaures, Rutiodon s'assemblava molt a un cocodril, però els seus orificis nasals estaven situats molt enrere al cap, a prop dels ulls, en comptes de la punta del musell. Tenia les dents davanteres engrandides i una mandíbula relativament estreta, una mica semblant a la d'un gavial modern. Això suggereix que aquest carnívor probablement va capturar peixos i també pot haver arrabassat animals terrestres de la vora de l'aigua. A més, com els cocodrils moderns, l'esquena, els flancs i la cua estaven coberts amb plaques blindades òssies.

## Taxonomia
- † Rutiodon carolinensis (Emmons, 1856) (tipus)
- † Rutiodon manhattanensis (Huene, 1913)